# Шипинецька сільська рада
Шипине́цька сільська́ ра́да — адміністративно-територіальна одиниця та орган місцевого самоврядування в Кіцманському районі Чернівецької області. Адміністративний центр — село Шипинці.

## Загальні відомості
- Населення ради: 3 076 осіб (станом на 2001 рік)

## Населені пункти
Сільській раді підпорядковані населені пункти:
- с. Шипинці

## Склад ради
Рада складається з 20 депутатів та голови.
- Голова ради: Нявчук Василь Корнилович
- Секретар ради: Рабченюк Марія Іванівна

### Керівний склад попередніх скликань
| Прізвище, ім'я, по батькові | Основні відомості                                                               | Дата обрання | Дата звільнення |
| --------------------------- | ------------------------------------------------------------------------------- | ------------ | --------------- |
| Шандрюк Григорій Юрійович   | Сільський голова, 1947 року народження, безпартійний                            | 26.03.2006   | 31.10.2010      |
| Нявчук Василь Корнилович    | Сільський голова, 1956 року народження, освіта середня спеціальна, безпартійний | 31.10.2010   |                 |

Примітка: таблиця складена за даними сайту Верховної Ради України

### Депутати
За результатами місцевих виборів 2010 року депутатами ради стали:

#### За суб'єктами висування
| Суб'єкт висування                 | Кількість обраних депутатів | %  |
| --------------------------------- | --------------------------- | -- |
| Самовисування                     | 18                          | 90 |
| Партія «За Права Людини»          | 1                           | 5  |
| Політична партія «Сильна Україна» | 1                           | 5  |

#### За округами
| № округу                          | Прізвище, ім'я, по батькові      | Дата визнання обраним | Освіта             | Партійна приналежність                  | Відомості про обраного депутата                                                    |
| --------------------------------- | -------------------------------- | --------------------- | ------------------ | --------------------------------------- | ---------------------------------------------------------------------------------- |
| Партія «За Права Людини»          |                                  |                       |                    |                                         |                                                                                    |
| 1                                 | Рабченюк Марія Іванівна          | 03.11.2010            | середня спеціальна | позапартійна                            | Шипинецькасільська рада, секретар                                                  |
| Політична партія «Сильна Україна» |                                  |                       |                    |                                         |                                                                                    |
| 4                                 | Клепач Андрій Васильович         | 03.11.2010            | незакінчена вища   | член Політичної партії «Сильна Україна» | Чернівецький національний університет ім. Ю. Федьковича, студент                   |
| Самовисування                     |                                  |                       |                    |                                         |                                                                                    |
| 2                                 | Григоряк Ніна Володимирівна      | 03.11.2010            | середня спеціальна | позапартійна                            | Шипинський загальноосвітній навчальний заклад І-ІІІ ст., вчитель                   |
| 3                                 | Квасов Іван Васильович           | 03.11.2010            | вища               | позапартійний                           | УМВС України в Чернівецькій області                                                |
| 5                                 | Зайшлюк Василь Іванович          | 03.11.2010            | середня            | позапартійний                           | тимчасово не працює                                                                |
| 6                                 | Зайшлюк Микола Васильович        | 03.11.2010            | середня            | позапартійний                           | приватний підприємець                                                              |
| 7                                 | Мельник Борис Денисович          | 03.11.2010            | середня спеціальна | позапартійний                           | приватний підприємець                                                              |
| 8                                 | Захарчук Віктор Миколайович      | 03.11.2010            | вища               | позапартійний                           | ТОВ "Агрофірма «Шипинецька земля», заступник директора                             |
| 9                                 | Клепач Людмила Хризонівна        | 03.11.2010            | вища               | позапартійна                            | Шипинський загальноосвітній навчальний заклад І-ІІІ ст., вчитель                   |
| 10                                | Сакалюк Іван Євгенович           | 03.11.2010            | середня            | позапартійний                           | приватний підприємець                                                              |
| 11                                | Суляк Наталія Ярославівна        | 03.11.2010            | вища               | позапартійна                            | Шипинський загальноосвітній навчальний заклад І-ІІІ ст., вчитель                   |
| 12                                | Орлецький Сергій Ілліч           | 03.11.2010            | вища               | позапартійний                           | УМВС України в Чернівецькій області, заступник начальника                          |
| 13                                | Тащук Орест Петрович             | 03.11.2010            | середня            | позапартійний                           | пенсіонер                                                                          |
| 14                                | Маланчук Віталій Григорович      | 03.11.2010            | середня спеціальна | позапартійний                           | тимчасово не працює                                                                |
| 15                                | Блищук Ярослав Миколайович       | 03.11.2010            | середня спеціальна | позапартійний                           | Шипинський загальноосвітній навчальний заклад І-ІІІ ст., оператор газової котельні |
| 16                                | Проданюк Богдан Борисович        | 03.11.2010            | вища               | позапартійний                           | приватний підприємець                                                              |
| 17                                | Чопюк Зірка Миколаївна           | 03.11.2010            | середня спеціальна | позапартійна                            | Чернівецька обласна клінічна лікарня, старша медсестра                             |
| 18                                | Загарія Мирослав Степанович      | 03.11.2010            | середня            | позапартійний                           | тимчасово не працює                                                                |
| 19                                | Царик Мар'яна Іванівна           | 03.11.2010            | вища               | член Єдиного Центру                     | Редакція газети «Свобода слова», коректор                                          |
| 20                                | Соколовський Ярослав Захарійович | 03.11.2010            | середня спеціальна | позапартійний                           | приватний підприємець                                                              |